# اسپرینگر (اکلاهما)
اسپرینگر(به انگلیسی: Springer) شهری در ایالت اکلاهما کشور ایالات متحده آمریکا است که جمعیت آن در سرشماری سال ۲۰۱۰ میلادی، ۷۰۰ نفر بوده‌است.